# Sukow-Levitzow
Sukow-Levitzow là một đô thị thuộc huyện Rostock (trước thuộc huyện huyện Güstrow), bang Mecklenburg-Vorpommern, Đức. Đô thị này có diện tích 20,23 km², dân số thời điểm ngày 31 tháng 12 năm 2006 là 518 người.